# Word of Life Polska
Word of Life Polska – polski oddział chrześcijańskiej organizacji Word of Life Fellowship, działającej w ponad 80 krajach świata na sześciu kontynentach.
Celem Word of Life jest głoszenie ewangelii Jezusa Chrystusa, a także czynienie uczniami głównie wśród młodzieży. Proponuje rozmaite sposoby zgodne z Pismem Świętym, aby budować Kościół Jezusa Chrystusa.
Word of Life Polska organizuje obozy letnie, zimowiska, konferencje, szkolenia dla liderów oraz inne przedsięwzięcia mające na celu promocję chrześcijańskiego stylu życia. Kadra Word of Life dba o duchowy i fizyczny rozwój młodzieży zapewniając wykłady, a także zabawę i aktywny wypoczynek.
Polska siedziba Word of Life mieści się w Zgierzu, przy ul. Łanowej 24/26. Od 2005 r. dyrektorem Word of Life Polska jest Tim Good.